# Нордкирхен
Нордкирхен (нем. Nordkirchen) — община в Германии, в земле Северный Рейн-Вестфалия.
Подчиняется административному округу Мюнстер. Входит в состав района Косфельд. Население составляет 10 434 человека (на 31 декабря 2010 года). Занимает площадь 52,432 км².
Коммуна подразделяется на 3 сельских округа.